# I Love America (Patrick Juvet)
I Love America è un singolo del cantante svizzero Patrick Juvet, pubblicato nel 1978 come secondo estratto dal sesto album Got a Feeling - I Love America.

## Descrizione
Il brano I Love America è stato scritto dallo stesso Patrick Juvet, da Victor Willis (componente e fondatore dei Village People) e da Jacques Morali. Il disco venne registrato presso gli Sigma Sounds di New York.
Il singolo, pubblicato su etichetta  Barclay e Casablanca Recordse prodotto da Henri Belolo, raggiunse il decimo posto in Italia (dove risultò il 47° singolo più venduto nel 1978) e il dodicesimo posto nel Regno Unito.
Con il brano I Love America, Patrick Juvet partecipò inoltre al Festivalbar 1978. L'anno seguente, la Casablanca Records pubblicò la compilation A Night at Studio 54, in cui tra le tracce presenti figurava anche I Love America di Juvet.

## Tracce
7" (versione 1)
1. I Love America (Part 1) – 3:40
2. I Love America (Part 2) – 2:15

7" (versione 2)
1. I Love America – 13:55
2. Where Is My Woman – 6:58

12"
1. I Love America (Album Version) – 13:55
2. I Love America (Single Version) – 3:47

## Classifiche
| Classifica  | Posizione massima | Nr. di settimane |
| ----------- | ----------------- | ---------------- |
| Italia      | 10                |                  |
| Paesi Bassi | 34/26             | 19               |
| Regno Unito | 12                | 7                |
| Svezia      | 19                | 1                |

## Cover
I seguenti artisti hanno inciso una cover del brano I Love America:
- Jean-Claude Borelly (versione strumentale, 1979)
- Full Intention (con il titolo America (I Love America); 1996)[10]
- Fausto Papetti (versione strumentale, 1978)